# Вернер Єгер
Вернер Вільгельм Єгер, також Єґер (нар. 30 липня 1888 р. у Лобберіху — пом. 19 жовтня 1961 року в Кембриджі, Массачусетс) — німецький та американський філолог. Був одним із провідних філологів-класиків ХХ століття. Він займав традиційні кафедри у своїй галузі в Базелі, Кілі та Берліні. Багато його праць перекладено іноземними мовами. Єгер заснував наукові журнали та асоціації, деякі з яких існують і сьогодні.
Єгер був головним представником так званого третього гуманізму. Емігрував до США через дистанційоване ставлення до націонал-соціалізму. Там він став першим директором Інституту класичних досліджень Гарвардського університету. За наукові досягнення отримав численні нагороди. У своїй головній праці «Пайдея» він ідеалізував грецьку ідею освіти як основи західної культури.

## Біографія

### Походження та освіта
Вернер Єгер був єдиною дитиною Карла Августа Єгера та його дружини Гелен Біршель. Родина була протестантською. Його батько перейняв невелику друкарню від діда Августа Єгера, у якій виготовляли візитні картки, бланки тощо. Після чотирьох років початкової школи Вернер Єгер відвідував католицьку вищу чоловічу школу в Лобберіху. У 1902 році він перейшов до Кемпенської гімназії Томаеум. Одним із співрозмовників, який став важливим для розвитку Єгера в ці ранні роки, був Луї Біршель, начитаний дідусь по матері. У шістнадцять років Єґер уже читав Грецьку читанку" Віламовіца та його видання «Геракла» Евріпіда зі вступом і коментарями.
У 1907 році, в рік смерті Луїса Біршеля, він склав свій абітур з відмінними оцінками. У тому ж році він почав вивчати філософію та класичну філологію в Марбурзі, але лише через один семестр переїхав до Берліна. У 1909 році помер його батько. У 1911 році він отримав докторський ступінь у Берліні під керівництвом Германа Дільса з дисертацією про Арістотеля. Уперше за 40 років його викладачі відзначили його роботу званням summa cum laude. Єгер висловив сумнів у тому, що «Метафізика» Аристотеля була єдиним трактатом. Швидше, це збірка лекцій, які Аристотель читав у різний час і в яких показано розвиток його мислення. Таким чином Єгер досяг усвідомлення того, що розриви та суперечності у філософії Арістотеля є іманентними і не можуть бути подолані через тлумачення (тобто герменевтично). Наставником Єгера став Ульріх фон Віламовіц-Меллендорф. Він регулярно відвідував неофіційні вечори у Віламовица, на які запрошували обдарованих студентів. Між ними зав'язалася справжня дружба, про що свідчить і збережене листування 1911—1928 років. 1913 року Єґер захистив габілітаційну дисертацію в Берліні, написавши про Немесія з Емеси після попереднього вивчення рукописів в Італії. Під час Першої світової війни Єгер не був призваний за станом здоров'я і, на відміну від багатьох своїх сучасників, зміг присвятити себе звичній роботі.

### Навчання та дослідження
28 березня 1914 року Єгер одружився з Теодорою Даммгольц, яка походила з багатої родини. У 1914 році 26-річного хлопця призначили на кафедру в Базелі, яку колись обіймав Фрідріх Ніцше. Наступного року Вернер Єгер був призначений повним професором на зміну Зігфріду Судгаузу в Кілі. У 1921 році він змінив свого наставника Віламовица-Меллендорфа в Берлінському університеті імені Фрідріха Вільгельма, де викладав 16 років. Тепер він обіймав найпрестижнішу кафедру класичної філології у світі.
З жовтня 1924 року Єгер став членом товариства Notgemeinschaft der Deutschen Wissenschaft, попередника сьогоднішнього Німецького дослідницького фонду, як фахівець з грекознавства. У тому ж 1924 році Єгер був обраний членом Прусської академії наук. У ці роки були створені численні текстові видання, трактати та монографії, такі як Аристотель. Основа історії його розвитку (1923, перекладено англійською, іспанською та французькою мовами). Ця робота домінувала в інтерпретації, як і в історичній критиці Аристотеля, понад півстоліття. Далі з'явилася його праця «Роль Платона в структурі грецької освіти» (1928) і його основна праця «Пайдея». Формування грецької людини (1934—1947, перекладена англійською, іспанською та італійською мовами). Тритомна "Пайдея" зображає ідеалізовану картину грецького інтелектуального світу від Гомера до Платона та Демосфена. Вернер Єгер завжди вважав надзвичайно важливим докладати зусиль, спрямованих на збереження старовини задля опанування сьогоденням. Його наукова діяльність характеризується тим, що думка ніколи не розглядається окремо від дії, а завжди має впливати на практику. Він також був наділений сильним відчуттям духовної спадкоємності, що проходить через усі історичні зміни.

### Прихильність до гуманістичного виховання
Вернер Єгер став очевидцем Листопадової революції 1918/1919 років у Кілі. У кризових настроях після поразки в Першій світовій війні він побачив насильницький злам традиції. Він виступав проти «раціоналістичного спустошення і згладжування життя», «нестримного прогресу матеріалізму», «відчуження від культури» і «знищення інтелектуальної індивідуальності». Крім того, він бачив, що гуманістична гімназія з її традицією давніх мов перебуває під загрозою реформаторських зусиль, і виступав за її збереження. У 1924 році Єгер заснував Товариство античної культури, а в 1925 році — періодичне видання «Античність» (1924—1944), яке мало на меті використати наукові знання про античну культуру як плідний матеріал для сучасного інтелектуального життя. Як прямий наступник свого попередника Віламовица, він опублікував серію «Нові філологічні дослідження» (1926—1937). Разом з Емілем Кройманом у 1925 році заснував Німецьку асоціацію класицистів у Берліні. Також у 1925 році заснував Gnomon, оглядовий журнал для всієї класичної археології, а його учень Ріхард Гардер обійняв посаду редактора. Єгер і його соратники читали численні лекції в університетах і на різних зібраннях на підтримку гуманістичної вищої школи. На той час Єгер жив із родиною в берлінському передмісті Штегліц за адресою Кайзер-Вільгельм-штрассе, 11. Розкішний будинок, який Віламовіц іронічно називав замком, мав високі стелі й мансардні кімнати на верхньому поверсі. Його оточував сад троянд і дерев. Як і його наставник, Єгер запрошував колег і студентів до себе додому. Після розлучення з першою дружиною у 1929 році Єгер одружився вдруге у грудні 1931 року з Рут Гейніц. Вона була студенткою і незабаром народила йому дочку. Віламовіц, який вже був на смертному одрі, не схвалював розлучення. Батько Рут доктор Георг Гайніц був єврейської віри, багато років працював директором навчального закладу для хлопчиків і дівчат Моссе у Вільмерсдорфі. Її братом був Ернст Гайніц.

### Націонал-соціалізм і еміграція
В часи націонал-соціалізму Єгер намагався триматися осторонь політичних подій і загалом був досить аполітичним. У липні 1933 року він виклав свої погляди на освітню політику прусському міністру освіти Бернгарду Русту. Спроба вплинути на націонал-соціалістичну освітню політику за допомогою нових орієнтирів Асоціації класицистів провалилася. У Єгера виникла гостра полеміка з нацистським педагогом Ернстом Кріком. Націонал-соціалісти вважали концепцію освіти Єгера надто інтелектуальною та позбавленою життєвої сили. Гуманістичний ідеал особистості не міг поєднатися з покірним і мілітаризованим типом маскулінності. Єгер хотів зберегти цивілізаційну традицію, що перебувала під загрозою зникнення. Стало очевидним, що третій гуманізм не має майбутнього в умовах диктатури. У 1934 році Єгер прочитав декілька лекцій як «професор Сатера» в Каліфорнійському університеті в Берклі. У 1936 році він звільнився з прусської державної служби за власним бажанням. Офіційний лист подяки за службу від 12 листопада 1936 року був підписаний Гітлером і Герінгом. Того ж року Єгер емігрував до США. Єврейське походження його другої дружини Рут було однією з вагомих причин, яка змусила подружжя Єгерів та їхніх чотирьох дітей Отто, Гайді, Ерхарда та Терезу до еміграції.

### Гарвард
Вернер Єгер викладав спочатку в Чиказькому університеті, а з 1939 року в Гарвардському університеті в Кембриджі, штат Массачусетс, як перший керівник Інституту класичних досліджень. Спеціально для нього було створено професорську посаду без прив'язки до інституту, з невеликою викладацькою діяльністю та без адміністративних зобов'язань. Нещодавно заснований Інститут класичних досліджень був присвячений вивченню патристики. Там з колективом співробітників він організував повне видання отця Церкви Григорія Ниського. Той вважав своє вчення про Бога кульмінацією злиття християнської та платонічної думки. Єгер також відредагував тритомний англійський переклад Paideia, опублікував критичне Оксфордське видання Метафізики Арістотеля (1957) і два томи своїх власних праць Scripta minora (1960), а також виступив як автор монографій Theology of the Early Greek Philosophers (1948) і Раннє християнство та грецька Пайдея (1957). Його лекція про Пайдею, яку Єгер регулярно повторював у рамках загальноосвітньої програми в Гарварді, користувалася великою популярністю. На стіні його кабінету в Гарварді висіли портрети старого Віламовица та Адольфа фон Гарнакса. Сім'я жила приватно в просторому будинку з парковим садом у Вотертауні, передмісті Бостона. Після виходу на пенсію Єгер викладав до 72 років і помер 19 жовтня 1961 року після падіння у своєму житловому будинку. Його приватний архів зберігається в Хоутонській бібліотеці Гарвардського університету. Серед його учнів, які працювали в Німеччині, були Ріхард Гардер, Ганс Йоахім Метте, Вольфганг Шадевальдт і Віктор Пешль. В Америці Єгер вплинув на своїх молодших колег з Гарварду Джона Г'юстона Фінлі-молодшого та Гілберта Гаєта, які переклали всі три томи «Пайдеї» англійською мовою. Обидва сприяли популяризації класичних досліджень у Сполучених Штатах. Рут Джегер померла 18 травня 1992 року у Вотертауні, вона здобула ступінь магістра викладання в Гарвардському університеті та майже 30 років викладала в школі для дівчат Milton Academie.

## Пайдея і третій гуманізм
Термін третій гуманізм — після ренесансного гуманізму та неогуманізму — походить від берлінського філософа Едуарда Шпрангера, з яким Єгер підтримував дружні стосунки З 1921 року вони разом працювали над досдідженням давніх мов та філософією освіти. Єгер відвідав Шпрангера в Тюбінгені після Другої світової війни і листувався з ним. Шпрангер підтримував концепцію пайдеї Єгера. Для Єгера поняття пайдея було синонімом грецької освіти — не просто втілення абстрактних ідей, а самою грецькою історіїю в конкретній реальності пережитої долі. Греки дивилися на речі «органічно». Вони розглядали людину як частину цілого. Лише завдяки цьому вони змогли створити концепцію «природи», за допомогою якої намагалися вивчати закони, які діють у самих речах. Норми для особистого керівництва душею та для розвитку спільноти виникають із проникнення в закони людського буття. Найвищим витвором мистецтва, який потрібно сформувати, є людина. Людина стоїть над усім як ідея. Освітній зміст античності слід зробити плідним для сучасності. Майбутнє молодих людей має бути гарантоване через правду, освіту, цінності та центральну перспективу — Єгер говорить про «загальну картину». Становлення людини безповоротно пов'язане зі спільнотою. Людину слід виховувати до її справжньої форми, а саме до справжньої людяності як загальнозначущого й обов'язкового образу людського роду.
Культура бере свій початок з Греції. Свою духовну творчість греки передали у спадок іншим народам давнини. Для Єгера гуманізм починається з прийняття грецької культури в Римській імперії. Грецька ідея освіти потім була продовжена в християнстві в самостійний спосіб, який надавав безмежну цінність індивідуальній людській душі. Структура пробудження є конститутивною для кожного прояву гуманізму. Західна історія стає серією оновлень грецької ідеї освіти. Грецький світ цінностей проєктується в історію Європи як система змістовно дієвих, формуючих сил. «Пайдея» Єгера — це історизація людського світу цінностей і гуманізація європейської історії. Цей узагальнений погляд Єгера на грецьку античність вважають суперечливим і критикують за надмірну ідеалізацію.

## Почесні звання та членство
- Член Прусської консультативної ради з бібліотечних справ
- Член Прусської академії наук
- Член Академії некомерційних наук в Ерфурті (1934)
- Член Баварської академії наук
- Член-кореспондент Гайдельберзької академії наук
- Член-кореспондент Британської академії (1927)
- Міжнародний член Данської королівської академії наук
- Міжнародний член Королівської шведської академії наук
- Медаль Пошани Notgemeinschaft der Deutschen Wissenschaft (1929)
- Командорський хрест ордена Спасителя (1929)
- У 1940 році Єгер був обраний членом Американської академії мистецтв і наук.[31]
- Обраний членом Американського філософського товариства (1944)
- За заслуги наук і мистецтв (1955)
- Премія Антоніо Фельтрінеллі (філософія) Національної академії Лінчеї (1955)
- Орден Георга I (1958)
- Почесні докторські ступені Манчестерського (1926), Кембриджського (1931), Гарвардського (1936), Кеньонського коледжу (1948), Салонікського (1952), Афінського (1958), доктор теології Тюбінгенчького університету (1958), Коледжу Суортмор (1961)[32]
- Член Американської філологічної асоціації та її комітету з матеріалів для досліджень.
- У 1958 році гімназія Вернера-Єгера та Вернер-Єгер-Галле — обидві в Неттеталі — Лобберіху, його рідному місті — були названі на його честь.
- З 2014 року в Неттеталь — Лобберіх регулярно проводиться симпозіум Вернера Єгера, під час якого вручається премія Вернера Єгера.

## Праці
- Studien zur Entstehungsgeschichte der Metaphysik des Aristoteles, Berlin 1912 (online).
- Nemesios von Emesa. Quellenforschungen zum Neuplatonismus und seinen Anfängen bei Poseidonios, Berlin 1914 (online).
- Aristoteles. Grundlegung einer Geschichte seiner Entwicklung, Berlin 1923 (online).
- Die Erziehung des politischen Menschen und die Antike, In: Volk im Werden, Band 1, Heft 3, 1933, S. 43–49.
- Paideia. Die Formung des griechischen Menschen, 3 Bde., Berlin 1934—1947.
- Humanism and Theology Milwaukee: Marquette University Press, 1943.
- Humanistische Reden und Vorträge, Berlin 1937, 2. Auflage Berlin 1960.
- Diokles von Karystos, Berlin 1938.
- Demosthenes, Berlin 1939.
- Die Theologie der frühen griechischen Denker, Stuttgart 1953.
- Aristotelis Metaphysica, Kritische Ausgabe, Oxford 1957.
- Das frühe Christentum und die griechische Bildung, Berlin 1963.
- Scripta Minora, 2 Bde., Rom 1969.
- Humanismus und Theologie, Heidelberg 1960.
- Gregorii Nysseni Opera, Kritische Ausgabe, et al., Leiden 1960ff.
- Gregor von Nyssas Lehre vom Heiligen Geist, Leiden 1966.
- Five Essays, Montreal 1966 (mit Bibliographie).